# Peepshow (album)
Pour les articles homonymes, voir Peep show (homonymie).
Albums de Siouxsie and the Banshees
Through the Looking Glass
(1987) Superstition
(1991)
Peepshow est un album de Siouxsie and the Banshees sorti en septembre 1988. Il a été remasterisé en 2014 avec des bonus inédits.
Coproduit avec Mike Hedges, Peepshow est un album à la fois pop et audacieux (pour le premier single Peek-A-Boo) mais aussi sombre et inquiétant (Carousel). Ceci est dû à l'arrivée du multi-instrumentiste Martin McCarrick, aux claviers, à l'accordéon et au violoncelle, qui s'est joint au groupe avec un nouveau guitariste, Jon Klein.
Le disque a reçu les faveurs de plusieurs musiciens dans les années 2000. Le chanteur d'Arcade Fire, Win Butler, a conseillé à ses amis musiciens du groupe DeVotchKa de reprendre la ballade élégiaque avec cordes et accordéon The Last Beat of My Heart. La version qu'ils ont enregistrée en 2006, est devenue par la suite une des chansons clef de leur EP Curse Your Little Heart. Le groupe The Decemberists, qui utilise aussi régulièrement comme instruments des cordes et de l'accordéon, a cité The Last Beat of My Heart comme une de leurs chansons préférées des Banshees. Kele Okereke, le leader de Bloc Party, a loué le single Peek-a-Boo en disant : « il ne ressemble à aucune autre chanson sur cette planète. C'est une chanson pop [...] pour moi, elle sonne comme la plus actuelle mais aussi comme la plus futuriste musique pop avec guitare que j'ai jamais entendue ».

## Liste des titres
1. Peek-a-Boo
2. The Killing Jar
3. Scarecrow
4. Carousel
5. Burn-Up
6. Ornaments of Gold
7. Turn to Stone
8. Rawhead and Bloodybones
9. The Last Beat of My Heart
10. Rhapsody

édition remasterisée de 2014, liste des bonus inédits
1. El Dia De Los Muertos (Espiritu Mix)
2. The Killing Jar (Lepidopteristic Mix)
3. The Last Beat of My Heart (live Seattle Lollapalooza 1991)